# إيبرهارت جنسن
إيبرهارت جنسن (بالنرويجية البوكمول: Eberhart Jensen)‏ هو عالم فيزياء فلكية وعالم فلك نرويجي، ولد في 22 يوليو 1922 في رويكن في النرويج، وتوفي في 16 يناير 2003 في باروم في النرويج.